# 15. Arany Málna-gála
A 15. Arany Málna-gálán (Razzies) – az Oscar-díj-átadó paródiájaként – az amerikai filmipar 1994. évi legrosszabb alkotásait, illetve alkotóit díjazták tizenegy kategóriában. A díjazottak megnevezésére 1995. március 26-án, a 67. Oscar-gála előtti estén került sor a z El Rey Színházban.
Az előző évekhez képest két új kategóriában értékelték a játékfilmeket és a színészeket: díjat ítéltek oda a legrosszabb remake-nek vagy folytatásnak, valamint a legrosszabb filmes párosnak.
A legtöbb jelölést (kilenc) Richard Rush Az éj színe című erotikus thrillerje kapta, melyből csupán egyet „nyert el”; a díj addigi története során először fordult elő, hogy a legrosszabbnak ítélt film más kategóriában nem kapott díjat. 6-6 díjra jelölték a Lángoló jég és a Világgá mentem című alkotásokat, az előbbi egy díjat kapott. 2-2 díjjal „jutalmazták” A specialista (5 jelölés), a Wyatt Earp (5 jelölés), A Flintstone család (4 jelölés) és a Csupasz pisztoly 33 1/3 – Az utolsó merénylet (2 jelölés) című filmeket. A Hüvelyk Panna lett az első animációs film, melyet Arany Málna díjra jelöltek (és el is „nyerte” a legrosszabb eredeti dal címet).

## Díjazottak és jelöltek
| „Győztes” |

| Kategória                         | „Győztesek” és jelöltek |
| --------------------------------- | --- |
| Legrosszabb film                  | Az éj színe, producer: Buzz Feitshans és David Matalon (Hollywood Pictures) |
| Legrosszabb film                  | Világgá mentem, producer: Rob Reiner és Alan Zweibel (Columbia Pictures) |
| Legrosszabb film                  | Lángoló jég, producer: Julius R. Nasso és Steven Seagal (Warner Bros.) |
| Legrosszabb film                  | A specialista, producer: Jerry Weintraub (Warner Bros.) |
| Legrosszabb film                  | Wyatt Earp, producer: Kevin Costner, Lawrence Kasdan és Jim Wilson (Warner Bros.) |
| Legrosszabb remake vagy folytatás | Wyatt Earp, producer: Kevin Costner, Lawrence Kasdan és Jim Wilson (Warner Bros.) |
| Legrosszabb remake vagy folytatás | Beverly Hills-i zsaru 3., producer: Robert Rehme és Mace Neufeld (Paramount Pictures) |
| Legrosszabb remake vagy folytatás | Irány Colorado 2. – Curly aranya, producer: Billy Crystal (Columbia Pictures) |
| Legrosszabb remake vagy folytatás | A Flintstone család, producer: Bruce Cohen (Universal Studios) |
| Legrosszabb remake vagy folytatás | A sors útjai, producer: Warren Beatty (Warner Bros.) |
| Legrosszabb férfi főszereplő      | Kevin Costner – Wyatt Earp |
| Legrosszabb férfi főszereplő      | Macaulay Culkin – Palira vettem a papát, Reszkessetek, nem hagyom magam! és Richie Rich – Rosszcsont beforr |
| Legrosszabb férfi főszereplő      | Steven Seagal – Lángoló jég |
| Legrosszabb férfi főszereplő      | Sylvester Stallone – A specialista |
| Legrosszabb férfi főszereplő      | Bruce Willis – Az éj színe és Világgá mentem |
| Legrosszabb női főszereplő        | Sharon Stone – Vágyak vonzásában és A specialista |
| Legrosszabb női főszereplő        | Kim Basinger – Szökésben |
| Legrosszabb női főszereplő        | Joan Chen – Lángoló jég |
| Legrosszabb női főszereplő        | Jane March – Az éj színe |
| Legrosszabb női főszereplő        | Uma Thurman – Néha a csajok is úgy vannak vele |
| Legrosszabb férfi mellékszereplő  | O. J. Simpson – Csupasz pisztoly 33 1/3 – Az utolsó merénylet |
| Legrosszabb férfi mellékszereplő  | Dan Aykroyd – Irány az Éden és Világgá mentem |
| Legrosszabb férfi mellékszereplő  | Jane March (mint Richie) – Az éj színe |
| Legrosszabb férfi mellékszereplő  | William Shatner – Star Trek: Nemzedékek |
| Legrosszabb férfi mellékszereplő  | Rod Steiger – A specialista |
| Legrosszabb női mellékszereplő    | Rosie O’Donnell – 54-es, jelentkezz!, Irány az Éden és A Flintstone család |
| Legrosszabb női mellékszereplő    | Kathy Bates – Világgá mentem |
| Legrosszabb női mellékszereplő    | Elizabeth Taylor – A Flintstone család |
| Legrosszabb női mellékszereplő    | Lesley Ann Warren – Az éj színe |
| Legrosszabb női mellékszereplő    | Sean Young – Néha a csajok is úgy vannak vele |
| Legrosszabb filmes páros          | Sylvester Stallone és Sharon Stone – A specialista (megosztva) Tom Cruise és Brad Pitt – Interjú a vámpírral (megosztva) |
| Legrosszabb filmes páros          | Dan Aykroyd és Rosie O’Donnell – Irány az Éden |
| Legrosszabb filmes páros          | Kevin Costner és „három feleségének bármelyike” (Annabeth Gish, Joanna Going és Mare Winningham) – Wyatt Earp |
| Legrosszabb filmes páros          | A szereplőgárda bármely két tagjából összeállított páros – Az éj színe |
| Legrosszabb rendező               | Steven Seagal – Lángoló jég |
| Legrosszabb rendező               | Lawrence Kasdan – Wyatt Earp |
| Legrosszabb rendező               | John Landis – Beverly Hills-i zsaru 3. |
| Legrosszabb rendező               | Rob Reiner – Világgá mentem |
| Legrosszabb rendező               | Richard Rush – Az éj színe |
| Legrosszabb forgatókönyv          | A Flintstone család, írta: Tom S. Parker, Jim Jennewein és Steven E. de Souza, valamint Al Aidekman, Kate Barker, Cindy Begel, Ruth Bennett, Bruce Cohen, Robert Conte, Rob Dames, Lou Diamond, Michael J. DiGaetano, Fred Fox Jr., Lowell Ganz, Lloyd Garver, Daniel Goldin, Joshua Goldin, Richard Gurman, Jason Hoffs, Brian Levant, Babaloo Mandell, Mitch Markowitz, Ron Osborne, Jeffrey Reno, David Richardson, Lenny Ripps, Gary Ross, Dava Savel, David Silverman, Nancy Steen, Steven Sustarsic, Roy Teicher, Neil Thompson, Michael Wilson, Peter Martin Wortman |
| Legrosszabb forgatókönyv          | Az éj színe, forgatókönyv: Matthew Chapman és Billy Ray |
| Legrosszabb forgatókönyv          | Dugipénz, írta: John Mattson |
| Legrosszabb forgatókönyv          | Világgá mentem, forgatókönyv: Alan Zweibel és Andrew Sheinman, Zweibel regénye alapján |
| Legrosszabb forgatókönyv          | Lángoló jég, írta: Ed Horowitz és Rubin Russin |
| Legrosszabb új sztár              | Anna Nicole Smith – Csupasz pisztoly 33 1/3 – Az utolsó merénylet |
| Legrosszabb új sztár              | Jim Carrey – Ace Ventura: Állati nyomozó, Dumb és Dumber – Dilibogyók és A Maszk |
| Legrosszabb új sztár              | Chris Elliott – A hajó hülyéje |
| Legrosszabb új sztár              | Chris Isaak – A kis Buddha |
| Legrosszabb új sztár              | Shaquille O’Neal – Csont nélkül |
| Legrosszabb „eredeti” dal         | Hüvelyk Panna „Marry the Mole!” című dala, zene: Barry Manilow, lyrics by Jack Feldman |
| Legrosszabb „eredeti” dal         | Az éj színe „The Color of the Night” című dala, zene és szöveg: Jud J. Friedman, Lauren Christy és Dominic Frontiere |
| Legrosszabb „eredeti” dal         | Lángoló jég „Under the Same Sun” című dala, írta: Mark Hudson, Klaus Meine és Scott Fairbairn |

## A kategóriákban előforduló filmek
| Jelölés | Díj | Magyar cím                                    | Eredeti cím                                        |
| ------- | --- | --------------------------------------------- | -------------------------------------------------- |
| 9       | 1   | Az éj színe                                   | Color of Night                                     |
| 6       | 1   | Lángoló jég                                   | On Deadly Ground                                   |
| 6       | 0   | Világgá mentem                                | North                                              |
| 5       | 2   | A specialista                                 | The Specialist                                     |
| 5       | 2   | Wyatt Earp                                    | Wyatt Earp                                         |
| 4       | 2   | A Flintstone család                           | The Flintstones                                    |
| 3       | 1   | Irány az Éden                                 | Exit to Eden                                       |
| 2       | 0   | Beverly Hills-i zsaru 3.                      | Beverly Hills Cop III                              |
| 2       | 2   | Csupasz pisztoly 33 1/3 – Az utolsó merénylet | Naked Gun 33⅓: The Final Insult                    |
| 2       | 0   | Néha a csajok is úgy vannak vele              | Even Cowgirls Get the Blues                        |
| 1       | 1   | 54-es, jelentkezz!                            | Car 54, Where Are You?                             |
| 1       | 1   | Hüvelyk Panna                                 | Thumbelina                                         |
| 1       | 1   | Interjú a vámpírral                           | Interview with the Vampire: The Vampire Chronicles |
| 1       | 1   | Vágyak vonzásában                             | Intersection                                       |
| 1       | 0   | Ace Ventura: Állati nyomozó                   | Ace Ventura: Pet Detective                         |
| 1       | 0   | A hajó hülyéje                                | Cabin Boy                                          |
| 1       | 0   | A kis Buddha                                  | Little Buddha                                      |
| 1       | 0   | A Maszk                                       | The Mask                                           |
| 1       | 0   | A sors útjai                                  | Love Affair                                        |
| 1       | 0   | Csont nélkül                                  | Blue Chips                                         |
| 1       | 0   | Dugipénz                                      | Milk Money                                         |
| 1       | 0   | Dumb és Dumber – Dilibogyók                   | Dumb and Dumber                                    |
| 1       | 0   | Irány Colorado 2. – Curly aranya              | City Slickers II: The Legend of Curly's Gold       |
| 1       | 0   | Palira vettem a papát                         | Getting Even with Dad                              |
| 1       | 0   | Reszkessetek, nem hagyom magam!               | The Pagemaster                                     |
| 1       | 0   | Richie Rich – Rosszcsont beforr               | Ri¢hie Ri¢h                                        |
| 1       | 0   | Star Trek: Nemzedékek                         | Star Trek Generations                              |
| 1       | 0   | Szökésben                                     | The Getaway                                        |